# Ballincollig
Ballincollig (forma anglicizzata) o Baile an Chollaigh (in irlandese) è una città satellite nella contea di Cork, in Irlanda.